# 豆

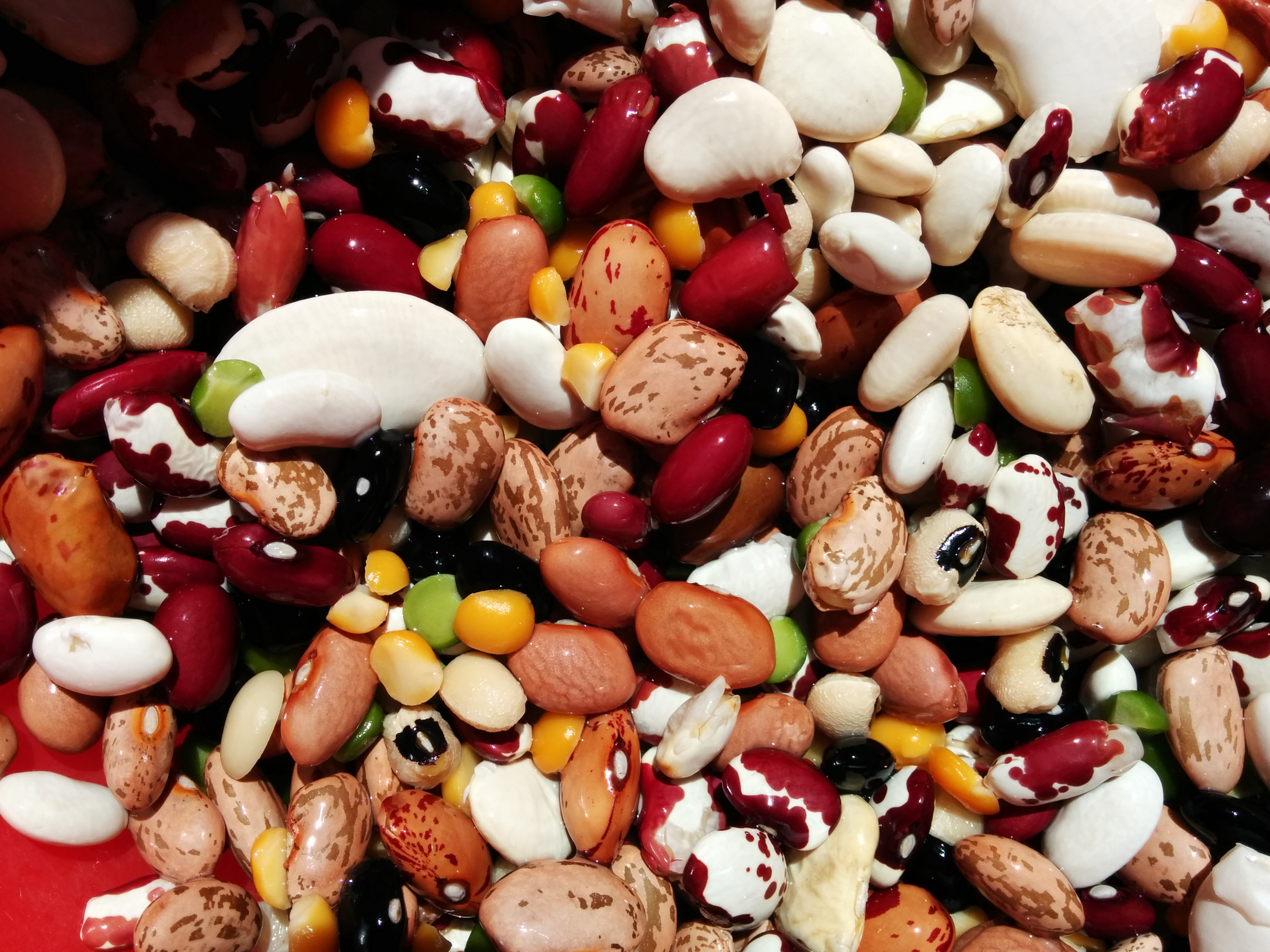
大きさ・色・形など様々な豆

豆（まめ、英: Bean, Pulse）とは、マメ科植物の種子のことで、特に食用・加工用に利用される大豆、インゲンマメ、ヒヨコマメ、アズキ、ラッカセイなどの総称である。豆は菽穀類（しゅこくるい、英: Pulse crops）と言われ広義の穀物に含まれる。また日本語においては、小さいものや形の似たものを豆と表現する（後述）。

## 概要
マメ科植物の果実は、豆果（英: Legume）であり、雌蕊の子房の心皮が成長して形成された鞘の中に種子がある。種子は胚乳が発達せず、子葉が発達して栄養を蓄える。対して、イネ科の植物は栄養を胚乳に蓄える。鞘を形成する莢果（きょうか）で、果皮が乾燥した乾果である。完熟すると鞘がさける裂開果（れっかいか）や、鞘が種子毎に仕切られ完熟すると仕切り毎に分かれる節果（せつか）などがある。
マメ科植物のダイズ、インゲンマメ、ヒヨコ豆、アズキなどは1年草であるが、同科には多年生の草本のアルファルファや、樹高が20m以上になる常緑高木のタマリンド、落葉高木のニセアカシア・ヒロハフサマメノキなど様々な形態の種（しゅ）がある。「豆」の定義はマメ科植物の種子や果実のことであるが、大きさが約2mmのアルファルファの種子はその小ささから「種（たね）」と表現され、果肉を利用するタマリンドは果物（フルーツ）として扱われ、食用にしない種子は豆ではなく「たね」と呼ばれる。
豆は他の植物の種子より大きく栄養豊富であることから、人間を含む多くの動物にとって重要な食料となっている。様々なマメが古代より世界各地で栽培されてきた。他の穀物に比べて水を必要としないため栽培適応地も広範囲で、丈夫な皮を持つことから収穫後に乾燥させても粒割れを起こさずカビや昆虫による食害も受け難いなど保存・貯蔵面の利点がある。現在にいたるまで、各国で豆料理や豆の加工食品が利用されている。反面、ほとんどが炭水化物であるコメ、小麦、トウモロコシやイモ類などと比べ、味などの面で癖が強い（味がある）、単位面積あたりの収量が劣る、調理にも長時間かかる事などから、豆を主食とする民族は少ないが、高栄養価でもあり、主食の穀物やイモ類につぐ重要な食材となっている。

## 歴史

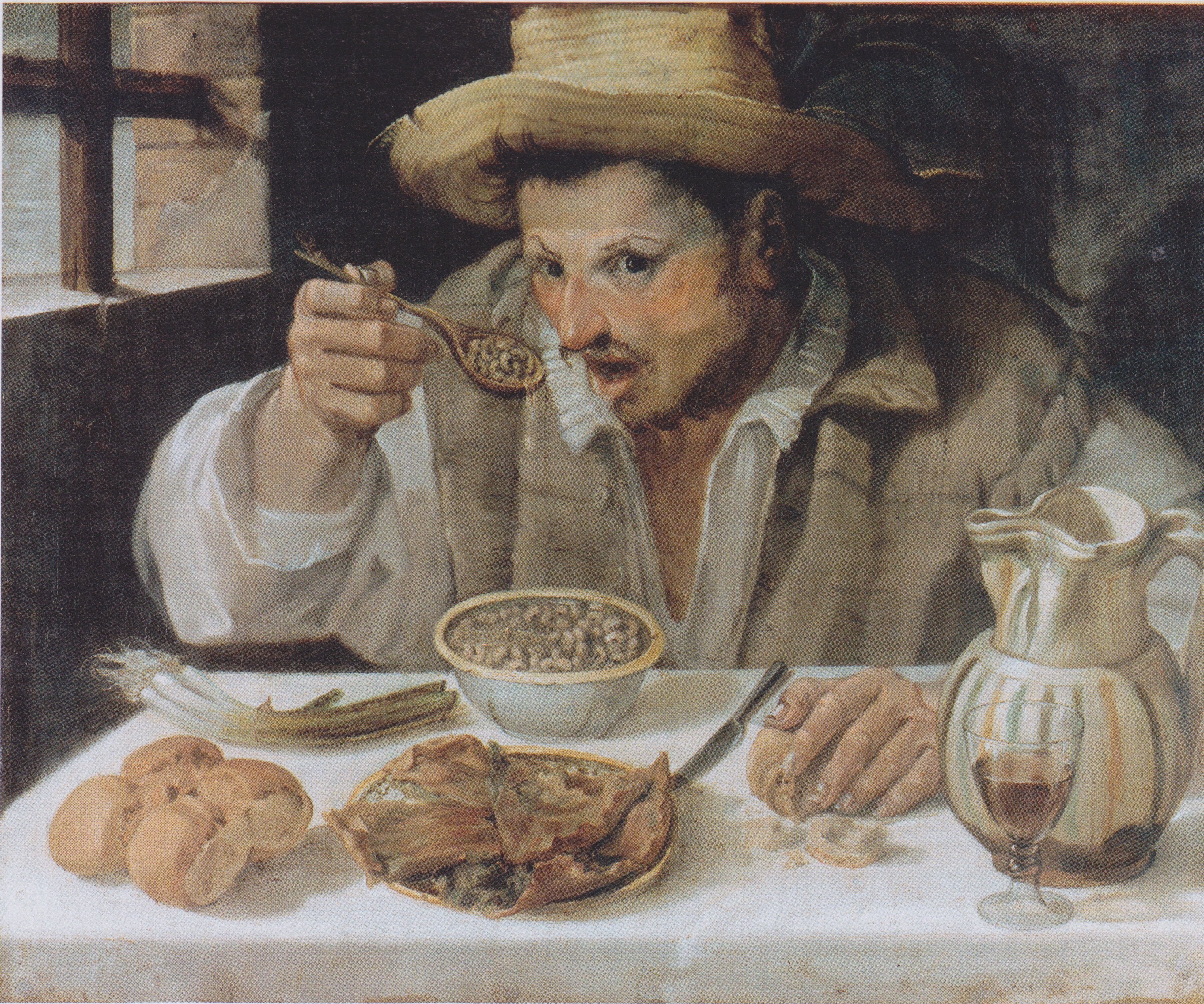
「豆を食べる男」（16世紀後半） アンニーバレ・カラッチ作

豆は人類の農耕文明において、穀物と同じように、長い期間にわたって作物となってきた歴史がある。現在100ヶ国以上で栽培され食用の豆では最大の生産量のインゲンマメは、メキシコで紀元前4000年頃のものが見つかっており、メソアメリカが原産と考えられている。2012年にゲノム分析からメソアメリカが原産で1万1千年前にメソアメリカの栽培種と南米の栽培種へ分化したとする報告があった。その後、南北アメリカ大陸へ広がり、スペイン人のアメリカ大陸への進出後は「旧大陸」に紹介された。ラッカセイはパラグアイの周辺ボリビア、ブラジル、アルゼンチンに囲まれた地域が原産と考えられており、ペルーの遺跡から約7600年前のラッカセイがみつかっている。ラッカセイはスペイン人到来以前にメソアメリカへ伝わっていた。その後スペインおよびポルトガルにより世界へ広まった。
エンドウ、レンズマメはメソポタミア周辺の西アジアが原産と考えられており、トルコの紀元前5500年頃の遺跡から見つかっているほか、それ以前のトルキスタンの遺跡でも見つかっている。ソラマメは北アフリカかメソポタミアが原産と考えられており、メソポタミアでは紀元前2-3千年ごろには栽培が始まった。ヒヨコマメはヒマラヤ西部から西南アジアにかけての地域が原産と考えられており、これらの豆は古代に陸路で各地へ伝播した。
大豆は中国が原産で、古代より日本を含め東アジア・東南アジアへ伝わったが、世界的な伝播は遅く、ヨーロッパへは18世紀に、アメリカ州へは19世紀に紹介された。現在、米国やブラジル・アルゼンチンは大豆の大生産国であるが、大豆の生産は20世紀に入り飼料作物として栽培され始めたものである。
国連総会によって、2016年が国際マメ年（英: International Year of Pulses、略称: IYP 2016）に指定され、持続可能な農業生産のために豆類の使用が奨励されることとなった。

### 日本の豆の歴史
日本では、紀元前4000年頃（縄文時代後期）に、大豆の原種と言われるツルマメを利用していた痕跡が出土している。中国原産の大豆は約2000年前（弥生時代初期）に伝来したと考えられており、味噌や醤油の製造法は奈良時代に伝わり、鎌倉時代には各地に大豆の栽培が広まった。
アズキは中国が原産と考えられているが、アズキの祖先と考えられる野生種ヤブツルアズキ（V.angularis var. nipponensis(Ohwi) Ohwi & Ohashi）が日本からヒマラヤまでの地域で見つかっており、アズキの原産地の再検討が必要となっている。アズキは滋賀県の粟津湖底遺跡（紀元前4000年頃） や登呂遺跡（弥生時代、紀元1世紀頃）から出土しており、古代より各地で栽培されていたと考えられる。
西アジア原産のソラマメとエンドウは中国経由で8世紀頃、ササゲが9世紀頃、アメリカ大陸原産の作物は16世紀半ばに始まった南蛮貿易で日本へ紹介された可能性はあるが、インゲンマメ（隠元豆）は中国経由で17世紀に、ラッカセイ（南京豆）はフィリピン・中国経由で18世紀頃に伝来したというのが通説となっている。

## 種類

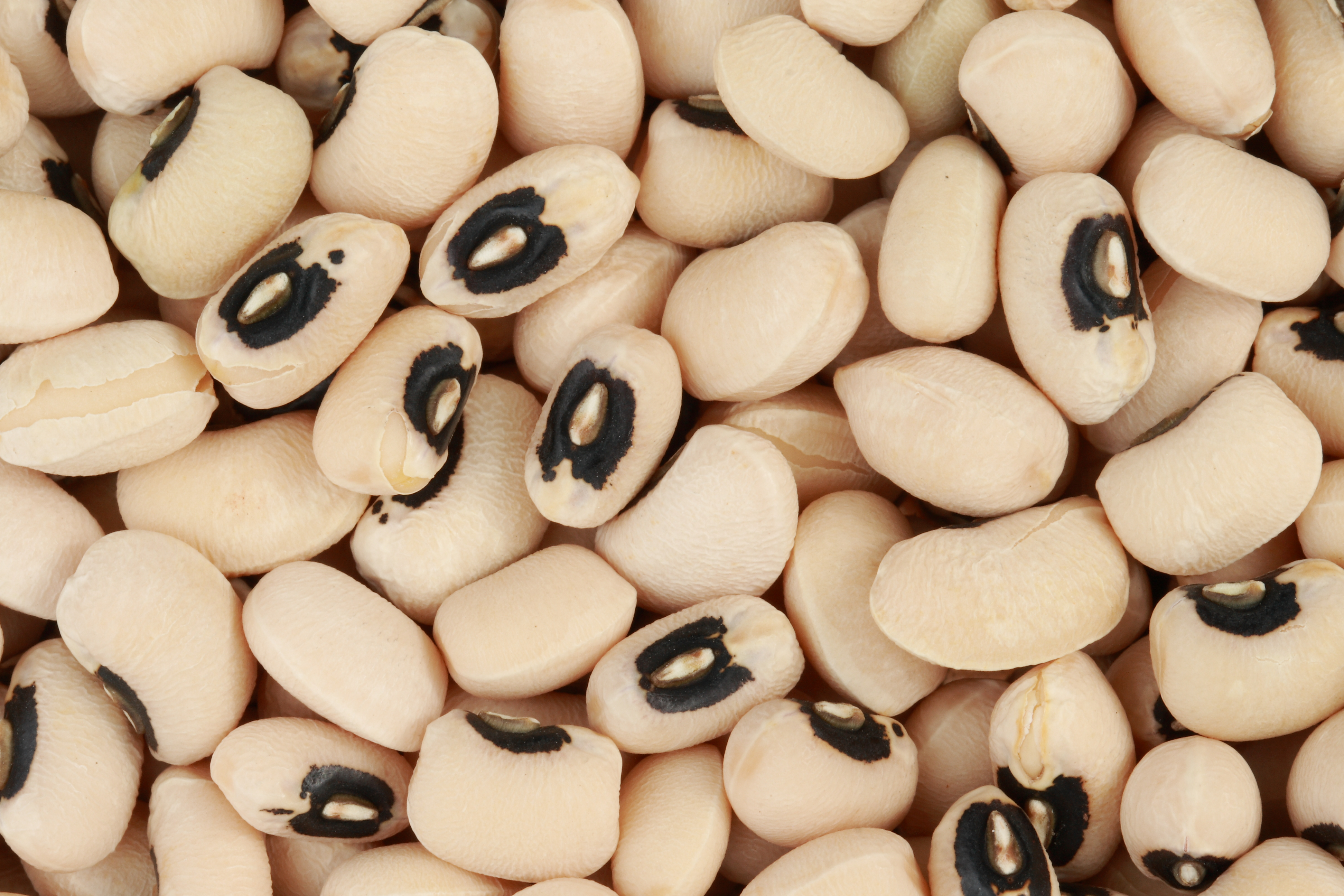
ササゲ

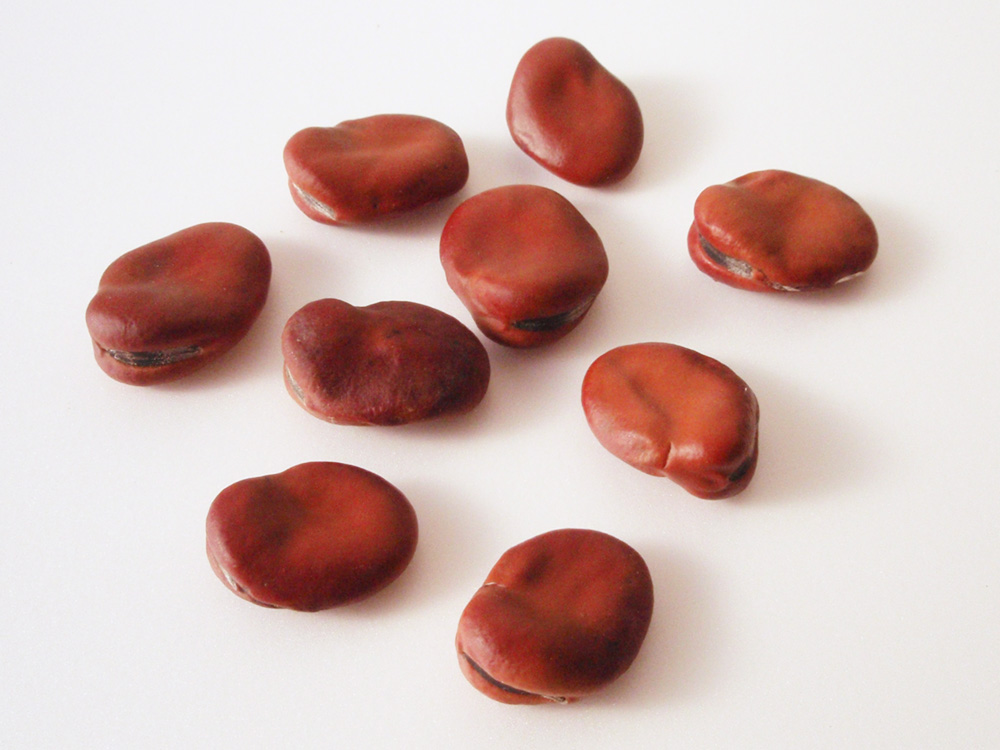
ソラマメ

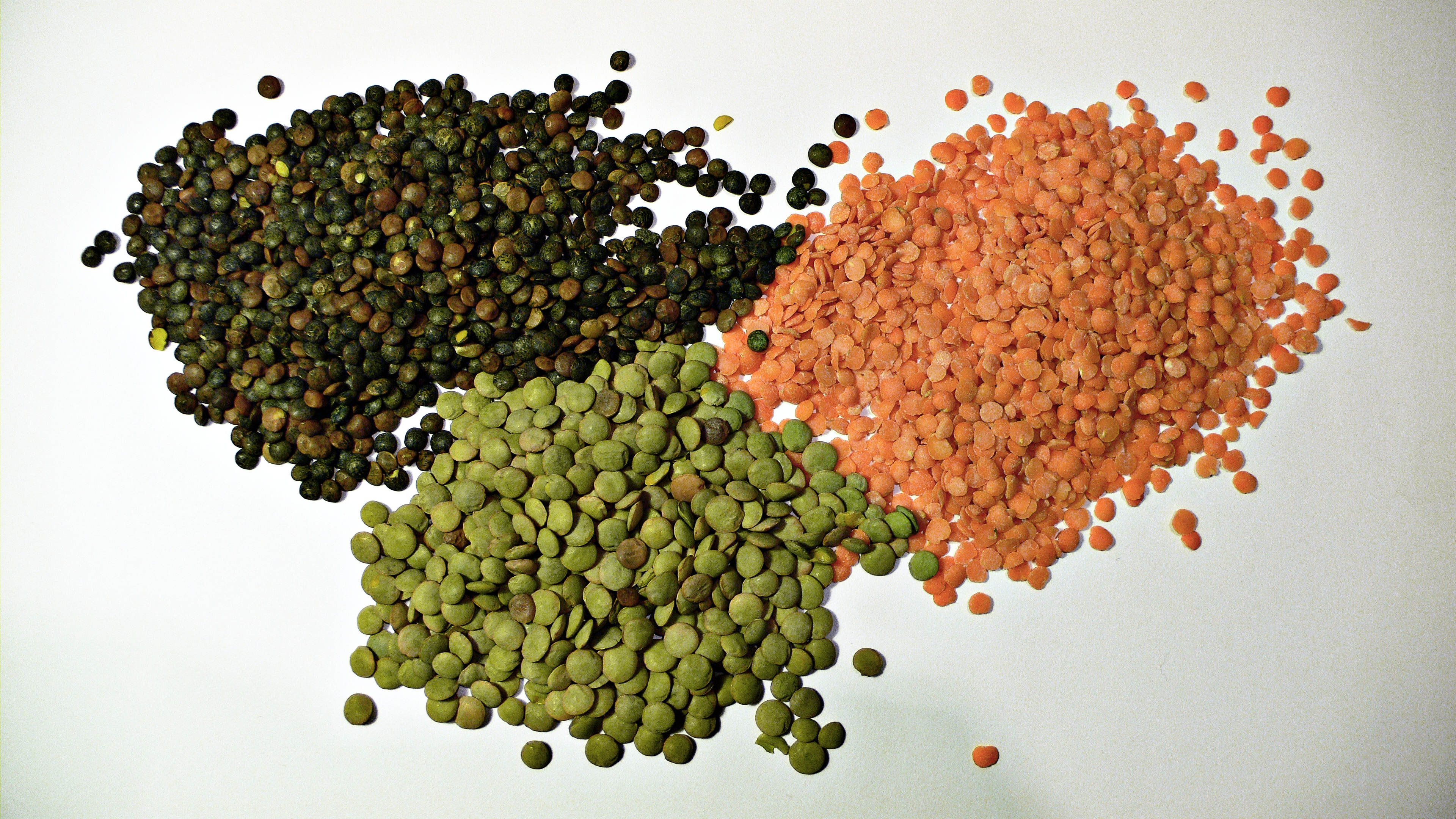
レンズマメ

豆は植物分類学上はマメ科に属する植物の種子の事であり、マメ科には650属、18,000種があるが、ヒトが食用としているのは70-80ほどである。マメ科の植物は熱帯から亜寒帯、乾燥地帯から湿潤地帯、海抜ゼロメートル地帯から高山までと広い地域に分布している。形態も1年生草本植物から多年生の木本植物まである。
作物の豆は国内外の食料の生産集計などで2つに分類されている。多くの豆は重量の約60%が炭水化物で、タンパク質を約25%含み、脂質の含有率はわずかで、主に食用にされる。これらが「食用豆」である。もう1つの分類は、含油率が高い豆で搾油用の作物であり、「油糧作物」に含まれる。大豆はタンパク質を36%、炭水化物を30%、脂質を20%含んでおり、ラッカセイは50%が脂質、タンパク質が26%、炭水化物は16%で、この2つは油糧作物に分類されている。以降の節では、「食用豆豆類」と「油糧作物」に分類される大豆およびラッカセイは分けて記述する。

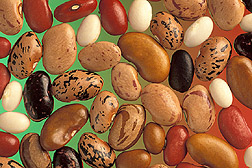
インゲンマメ

インゲンマメ属・インゲンマメ種
インゲンマメ（隠元豆）は純食用の豆類の中の最大生産品種で、多くの栽培種があり、大きさも大小、色も単色の白、黒、赤ほか、斑紋入りのものなど様々である。原産地はラテンアメリカであり、スペイン語でFrijol（フリホル）と呼ばれるが、フリホルは現地語起源ではなく、学名になっているラテン語のPhaseolusが起源で、古代西アジア原産の豆を示していた。インゲンマメは英語ではCommon Bean（一般の豆）とも呼ばれ、国際連合食糧農業機関（FAO）の集計では単にBeans, dryと表示されている。
- キドニー・ビーン（英en:Kidney bean） - 代表的な豆の1つで大粒の腎臓型でアズキ色である。金時豆に似ているが異なる栽培種であり日本では生産されていない[19]。
- 赤インゲン - 金時豆
- 白インゲン - 大福豆（おおふくまめ）、手亡（てぼう）、白金時
- ブラック・ビーン（英: Black bean）、フリホル・ネグロ（西: Frijol Negro） - 黒いんげん豆（英: Black turtle bean）とも、小粒の黒い豆でメキシコや中米でフリホレス、ブラジルでフェジョアーダに使われる。日本の黒豆（黒大豆）に似ているが属も種も異なる。
- うずら豆（英: pinto bean） - 代表的な豆の1つ。斑紋入り。
- とら豆 - 斑紋入り。
- ライマメ （英: lima bean, butter bean）

インゲンマメ属・ベニバナインゲン種
ベニバナインゲン（紅花隠元、英: Runner bean / scarlet runner bean）、白花豆、紫花豆

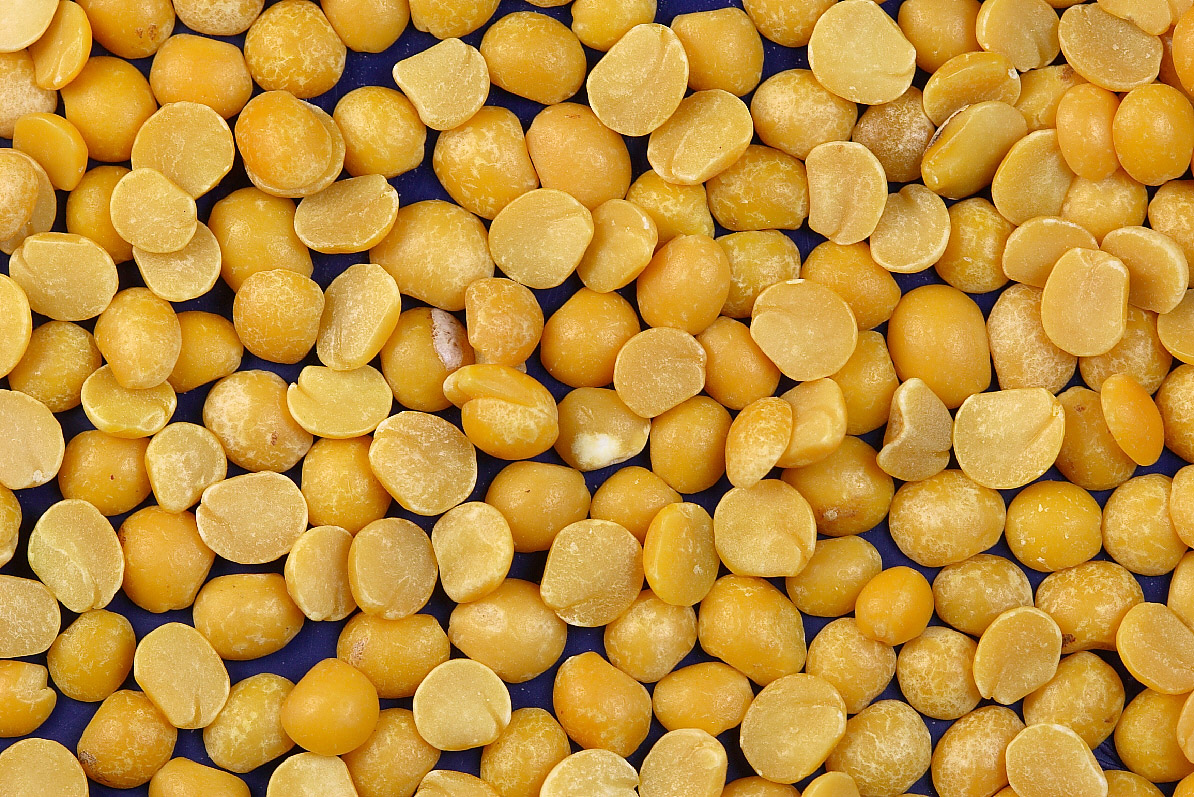
エンドウ

エンドウ属
エンドウ（豌豆、エンドウ豆とも、英: Pea, dry）、青えんどう、赤えんどう。

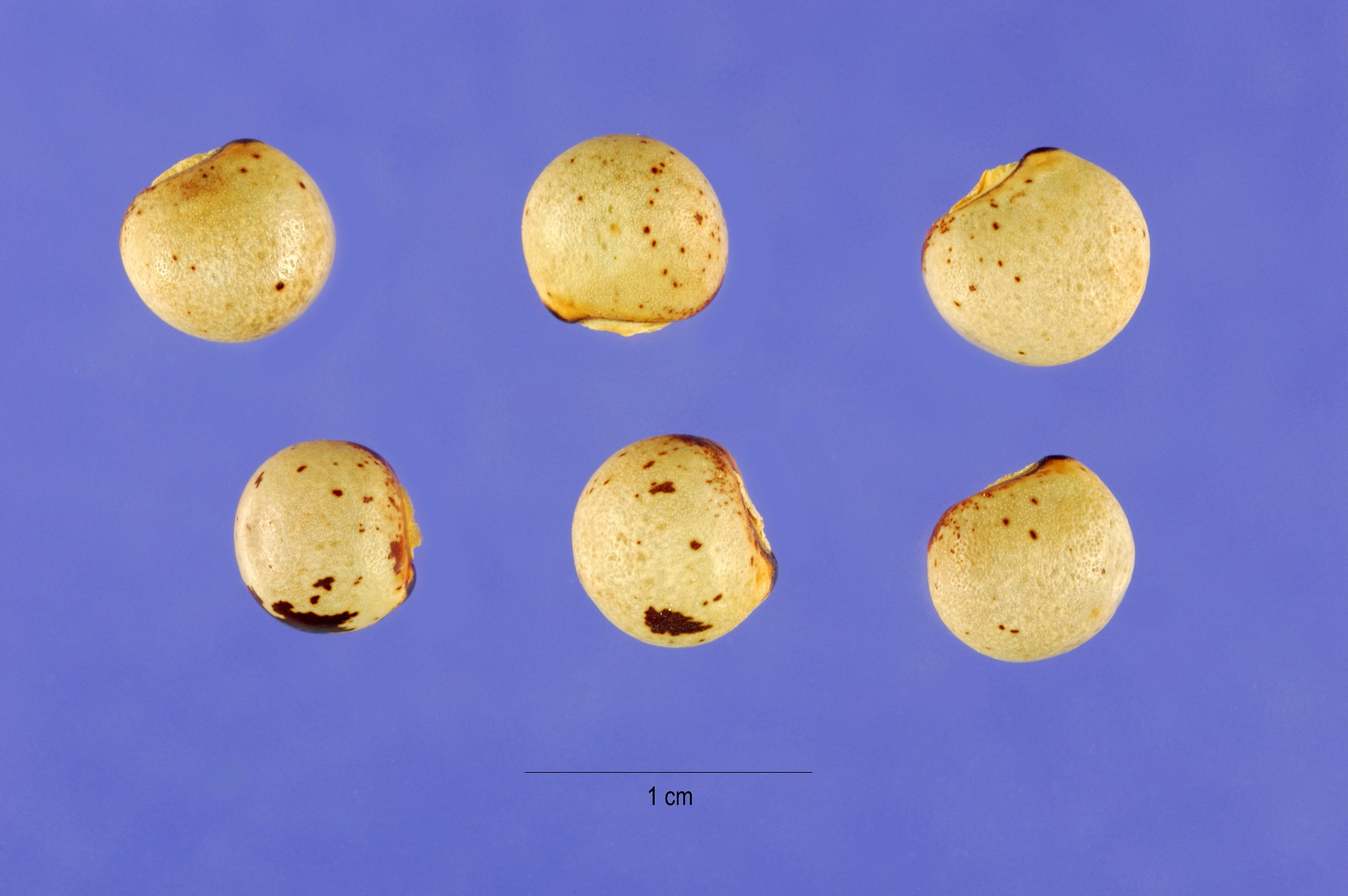
キマメ

キマメ属
キマメ（木豆、（英）Pigeon Pea） - 高さ1-3mの低木の種子である。熱帯の豆でインドでダールに使われる。
ササゲ属
ササゲ（大角豆、英: Cow pea, black-eyed pea）、赤いササゲはアズキによく似ている。関東以南で栽培されており、沖縄で作られている「黒小豆」はササゲである。
ジュウロクササゲ
バンバラマメ
アズキ（小豆、英: Azuki bean）、大納言、タケアズキ（ツルアズキ）はアズキによく似たササゲ属の豆でタイ、ミャンマーなどから輸入されている
緑豆(green gram)、スプラウトがもやしとして広い地域で栽培されている。
ソラマメ属
ソラマメ（空豆、英: Broad bean, Fava bean）
ダイズ属
大豆（米: Soybean、英: Soya bean）、青大豆、黒大豆（黒豆）、高タンパク・高脂質であり、主に搾油・飼料用に利用される。

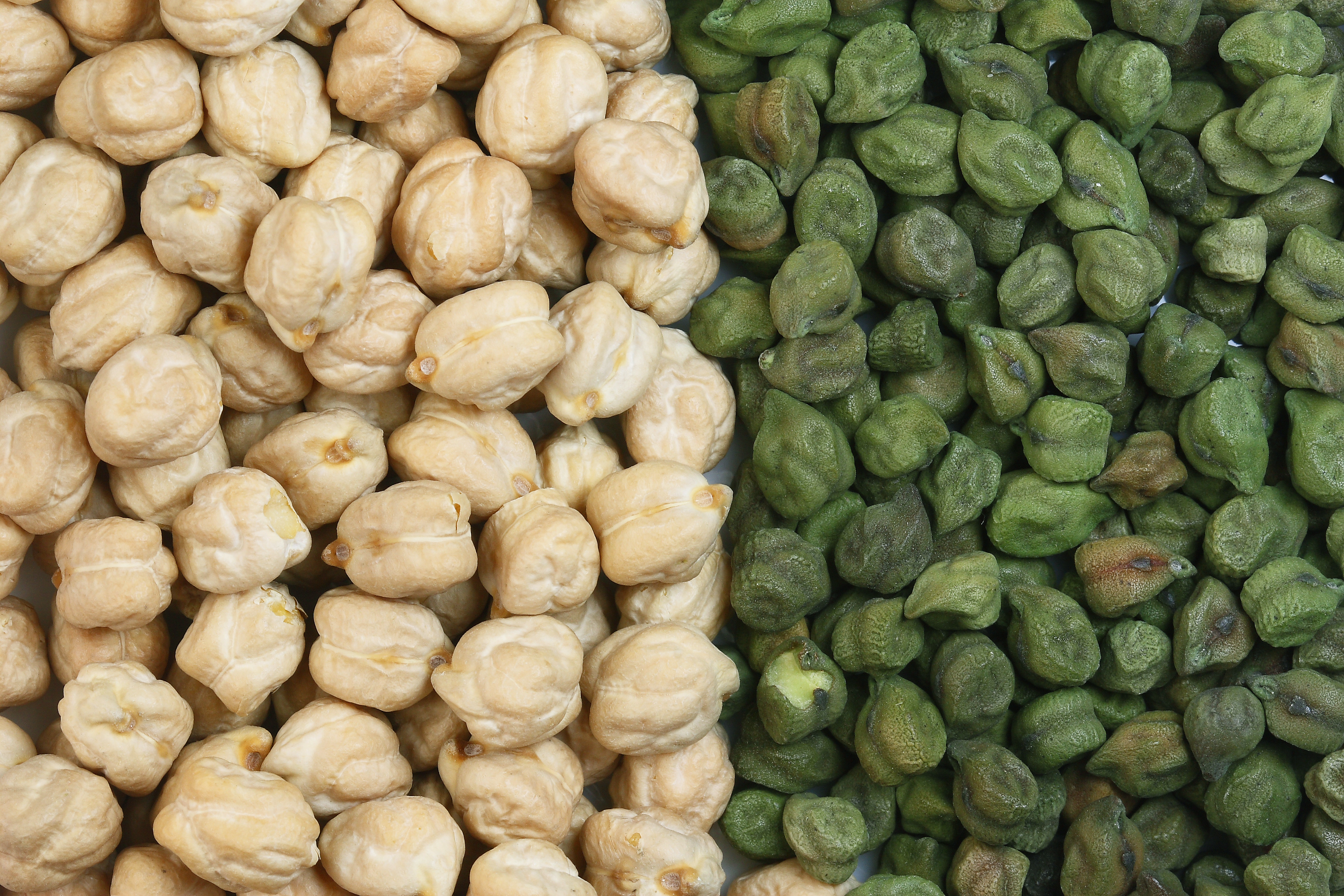
ヒヨコマメ

ヒヨコマメ属（学名：Cicer、英名：chickpea、スペイン語名：garbanzo）
ヒヨコマメ。スペイン語名のガルバンゾという名前でもよく知られており、一説には輸入先としてスペイン語圏であるメキシコからの輸入が多かったからとされる。多湿を嫌うマメなので日本では生産はほとんどなく、輸入も950トンと少ない。
ヒラマメ属（学名：Lens、英名lentil）
レンズマメ、ヒラ豆、レンティル（英: Lentil）
ラッカセイ属（学名：Arachis）
ラッカセイ（落花生、南京豆）、高脂質であり油糧作物に分類されている。豆の中では比較的毒性が低く、乾煎りしたものでも中毒せずに食べられる。
フジマメ属
フジマメ
シカクマメ属
シカクマメ
ナタマメ属
ナタマメ
ルピナス属（学名：Lupinus）
ルピナスの豆（lupin bean）は日本ではあまり知られていないが、栄養価が高く、ダイズアレルギーを回避する代替食材として欧米では人気があるという。食用とされるのは毒性が低い一部の種である。食用種であってもほかの豆と比べて毒性が強く、長時間水に晒すなどの毒抜き処理が必要とされる。
レンリソウ属（学名：Lathyrus）
花を観賞するスイートピーの仲間である。グラスピー（L. sativa、英名grass pea）が知られる。豆はほかの食用種と比べて毒性が強く、長時間水に晒すなどの適切な毒抜き処理をしないと中毒する。
クラスタマメ属
クラスタマメ
トビカズラ属
ハッショウマメ
ヤブマメ属
ヤブマメなどを山菜として消費。
ジャケツイバラ亜科 イナゴマメ属
イナゴマメ（キャロブ）
ネムノキ亜科 パルキア属
ネジレフサマメノキ
ヒロハフサマメノキ
ネムノキ亜科 インガ属
インガ・エドゥリス
マメ科の植物であるが、「種子（豆）」以外が利用されるもの
ヒカマ（クズイモ属）、ローズウッド・紫檀（ツルサイカチ属）、萩（ハギ属）、レンゲ（ゲンゲ属）、藤（フジ属）、クズ（クズ属）、クローバー・アルファルファ（シャジクソウ属）、 アラビアガム（アカシア属）、タマリンド（タマリンド属）、ホドイモ（ホドイモ属）、ミズオジギソウ（ミズオジギソウ属）、ルイボス（アスパラトゥス属）、チョウマメ（チョウマメ属）、カンゾウ（カンゾウ属）など。
マメ科以外の植物の種子で通常豆と呼ばれるもの
コーヒー豆（アカネ科）、カカオ豆（アオイ科）、メキシコトビマメ（トウダイグサ科）など。

## 生産
豆は他の作物と比較して、暑さ・寒さに強く、雨など成長に必要な水分を多く必要としない。このためコメや小麦などを栽培することができない乾燥帯や冷帯（亜寒帯）の地域で栽培が盛んである。
マメ科の植物は根に窒素固定を行う根粒菌が共生しているため、マメ科以外の作物を栽培した後に土壌から失われた窒素分を補充する目的で豆を輪作することも多く、化学肥料を用いない有機農業では特に重要である。
豆は球形または球が潰れた形をした種子と、それを複数個を個々に包んだ莢（果皮にあたる）からなり、種類によって種子部分のみを食べる作物と莢ごと食べる作物がある。未熟果のサヤインゲン、サヤエンドウ、グリーンピースなどは、FAOでは野菜として集計しており、以下の生産量の表には含まれていない。
豆は良質な食料資源であり、また水資源をそれほど必要としないことから、穀倉地帯での作付面積も主食穀物や綿など繊維原料と並んで広い傾向がある。
豆はヒトにとって古代より主食である穀類を補完する重要な食料であったが、近年の食の多様化、飽食化により、ほとんどの食材の一人あたりの消費量が増加している中で、ジャガイモ、キャッサバなどの根菜類（イモ類）とともに豆類の消費量は減少傾向にある。国際連合食糧農業機関（FAO）の集計では、1961年から2009年にかけて、植物性食料の1人1日あたりの供給量は1035グラムから1391グラムへと34%増加したが、イモ類は212gから167gへと21%減少、豆類（大豆、ラッカセイを含まない）は26gから18gへと31%減少した。なお油糧作物として集計されている大豆の直食用（大豆油を除く）は4gで変動なし、ラッカセイ（食用油を除く）は2gから4gへ増加した。
豆類の生産は1961年の作付面積6401万ヘクタール、収穫量4078万トンから、2011年には7807万ヘクタール、6784万トンへと増加した。ただしこの間に世界人口は約2.3倍になっており、一人あたりの生産量は減少したことになる。2011年の生産量の多い豆はインゲンマメ属2325万トン、ヒヨコ豆1162万トン、乾燥エンドウ956万トン、ササゲ493万トン、レンズマメ441万トン、キマメ441万トン、ソラマメ403万トンなどであった。
油糧作物である大豆とラッカセイは味噌や醤油などへの加工用を含む直食用の消費もあるが、搾油用途に比べ少ない。2009年の大豆の生産量は豆類とは桁違いの2億2318万トンであったが、約2億トンは主に搾油用の加工用で、直食用は4.9%の1083万トンでしかなく、大豆油の食用2251万トンを含めても3334万トンで総生産量の14%でしかない。大豆は油糧作物の中では含油率が約2割と低く、大量の搾りかす（脱脂大豆）が発生するが、「かす」と呼ぶには相応しくないほど、大量のタンパク質と炭水化物を含んでおり、飼料用に使われる。飼料として消費された脱脂大豆・全粒大豆・大豆油は1億5838万トンで総生産量の68%を占めており、重量の点から見れば、大豆は油糧作物というより飼料作物である。
ラッカセイの場合はヒトの食用の率が大豆より高く、総供給量（むき身換算）2563万トンのうち、搾油用は1341万トン(52%)直食用は916万トン(36%)で、ピーナッツオイルの食用433万トンを含めると1348万トン(53%)が食用となっている。対して飼料用は681万トン(27%)であった。大豆とラッカセイは大半が搾油用であるため、他の豆類と別集計されているが、大豆の直食用はインゲンマメ、ヒヨコマメに次ぐ量であり、ラッカセイもエンドウに次ぐ量である。
| 作物                                                                                     | 1961   | 1981   | 2001   | 2020     | 2021     | 備考                               |
| ---------------------------------------------------------------------------------------- | ------ | ------ | ------ | -------- | -------- | ---------------------------------- |
| 「豆類」合計                                                                             | 40.78  | 41.63  | 56.37  | 90.10    | 88.97    | 60年間で2.2倍、人口は2.6倍         |
| インゲンマメ                                                                             | 11.23  | 15.28  | 18.27  | 27.41    | 27.72    | 2.5倍                              |
| ヒヨコマメ                                                                               | 7.68   | 5.77   | 7.03   | 15.07    | 15.87    | 2.1倍                              |
| エンドウ                                                                                 | 7.35   | 7.67   | 10.35  | 14.74    | 12.40    | 1.7倍、人口当たりでは減少          |
| ササゲ                                                                                   | 0.87   | 1.31   | 3.85   | 9.04     | 8.99     | 10倍と大きく増産                   |
| ソラマメ                                                                                 | 4.84   | 4.07   | 4.16   | 5.68     | 5.96     | 1.2倍、人口当たり大きく減少        |
| レンズマメ                                                                               | 0.85   | 1.45   | 3.28   | 6.47     | 5.61     | 6.6倍と大きく増産                  |
| キマメ                                                                                   | 2.23   | 2.17   | 3.12   | 5.05     | 5.48     | 2.5倍                              |
| ルピナス                                                                                 | 0.63   | 0.32   | 1.41   | 1.04     | 1.38     | 2.2倍                              |
| その他                                                                                   | 5.10   | 3.60   | 4.90   | 5.59     | 5.55     | 1.1倍                              |
| 油糧作物（大豆は大半が搾油用。主要飼料である脱脂大豆と加工用・燃料用の油脂に分離される） |        |        |        |          |          |                                    |
| 大豆                                                                                     | 26.88  | 88.53  | 177.02 | 355.37   | 371.69   | 14倍、今世紀の中国の飼料需要急拡大 |
| （大豆食用）                                                                             | 4.2    | 6.52   | 9.59   | 11.85    |          |                                    |
| （大豆油食用）                                                                           | 2.63   | 11.04  | 19.39  | 25.02    |          |                                    |
| ラッカセイ殻付                                                                           | 15.29  | 24.49  | 50.29  | 71.84    | 72.28    | 4.7倍                              |
| 穀物 （生産実績比較用）                                                                  |        |        |        |          |          |                                    |
| トウモロコシ                                                                             | 205.03 | 446.77 | 615.14 | 1,163.00 | 1,210.24 | 5.9倍                              |

上記の生産量の表および以下の表で、推移を示すために過去の単年度の数値を記載しているが、豆は農作物であり気候に影響されるため、抽出した年度が豊作または不作年である可能性があることに留意。

### 主な生産国
ほぼ全世界の170の国または地域で様々な食用の豆が生産され、その総生産量は8897万トンであった。「豆類」の生産量が特に多い国は主に菜食のインドで2001年から倍増の2567万トン(世界シェア28.9%)、2位以下は大きく引き離され中国479万トン、カナダ433万トン、ロシア384万トン、オーストラリア377万トンと続く。
|    |                | 1961  | 1981  | 2001  | 2020  | 2021  | share | 2001年比 |
| -- | -------------- | ----- | ----- | ----- | ----- | ----- | ----- | -------- |
|    | 合計           | 40.78 | 41.63 | 56.37 | 90.10 | 88.97 |       | 1.6      |
| 1  | インド         | 12.86 | 10.83 | 12.18 | 23.32 | 25.67 | 28.9% | 2.1      |
| 2  | 中国           | 8.50  | 6.40  | 5.12  | 4.77  | 4.79  | 5.4%  | 0.9      |
| 3  | カナダ         | 0.06  | 0.23  | 3.37  | 8.17  | 4.33  | 4.9%  | 1.3      |
| 4  | ロシア         | 0.00  | 0.00  | 1.78  | 3.45  | 3.84  | 4.3%  | 2.2      |
| 5  | オーストラリア | 0.02  | 0.26  | 2.66  | 1.96  | 3.77  | 4.2%  | 1.4      |
| 6  | ナイジェリア   | 0.47  | 0.61  | 2.22  | 3.71  | 3.69  | 4.2%  | 1.7      |
| 7  | ミャンマー     | 0.22  | 0.39  | 2.23  | 3.61  | 3.40  | 3.8%  | 1.5      |
| 8  | エチオピア     | 0.00  | 0.00  | 1.16  | 2.99  | 3.13  | 3.5%  | 2.7      |
| 9  | ブラジル       | 1.80  | 2.37  | 2.47  | 3.06  | 2.91  | 3.3%  | 1.2      |
| 10 | ニジェール     | 0.07  | 0.28  | 0.54  | 2.73  | 2.75  | 3.1%  | 5.1      |
| 11 | タンザニア     | 0.12  | 0.34  | 0.99  | 1.80  | 1.84  | 2.1%  | 1.9      |
| 12 | 米国           | 1.10  | 1.73  | 1.29  | 2.98  | 1.70  | 1.9%  | 1.3      |
| 13 | メキシコ       | 0.89  | 1.68  | 1.53  | 1.34  | 1.62  | 1.8%  | 1.1      |
| 14 | ケニア         | 0.28  | 0.45  | 0.48  | 1.28  | 1.14  | 1.3%  | 2.4      |
| 15 | アルゼンチン   | 0.07  | 0.26  | 0.30  | 1.06  | 1.07  | 1.2%  | 3.6      |
| 16 | トルコ         | 0.59  | 0.87  | 1.45  | 1.30  | 1.06  | 1.2%  | 0.7      |
| 17 | 英国           | 0.10  | 0.21  | 0.97  | 0.88  | 1.04  | 1.2%  | 1.1      |
| 18 | フランス       | 0.18  | 0.39  | 1.87  | 0.86  | 1.00  | 1.1%  | 0.5      |
| 19 | ウガンダ       | 0.17  | 0.29  | 0.67  | 0.84  | 0.91  | 1.0%  | 1.4      |
| 20 | マラウイ       | 0.12  | 0.20  | 0.31  | 0.79  | 0.81  | 0.9%  | 2.6      |
|    | 他150カ国      | 13.16 | 13.83 | 12.79 | 19.22 | 18.49 | 20.8% | 1.4      |
| 92 | (日本)         | 0.37  | 0.09  | 0.10  | 0.056 | 0.051 | 0.06% | 0.5      |

日本の1961年の生産量37万トンは世界で15番目であった。その大半はインゲンマメであったが、近年はインゲンマメの生産は2万トン前後で、アズキが最大の生産品種であり6-9万トンで推移している。アズキは4分の3、インゲンマメは9割が北海道で生産されている。

### 主な豆の生産量
|            | 1961   | 1980   | 2000   | 2010   | 2011   |      |
| ---------- | ------ | ------ | ------ | ------ | ------ | ---- |
| 合計       | 11,228 | 13,712 | 17,659 | 23,136 | 23,250 | 100% |
| インド     | 1,686  | 2,752  | 2,847  | 4,890  | 4,470  | 19%  |
| ミャンマー | 137    | 275    | 1,285  | 3,000  | 3,722  | 16%  |
| ブラジル   | 1,745  | 1,968  | 3,038  | 3,159  | 3,435  | 15%  |
| 中国       | 2,151  | 1,752  | 1,658  | 1,339  | 1,583  | 7%   |
| 米国       | 896    | 1,212  | 1,204  | 1,442  | 900    | 4%   |
| タンザニア | 80     | 250    | 540    | 868    | 676    | 3%   |
| ケニヤ     | 55     | 230    | 331    | 391    | 578    | 2%   |
| メキシコ   | 723    | 935    | 888    | 1,156  | 568    | 2%   |
| ウガンダ   | 100    | 133    | 420    | 455    | 464    | 2%   |
| カメルーン | 42     | 98     | 175    | 354    | 380    | 2%   |
| 他110ヶ国  | 3,614  | 4,106  | 5,272  | 6,083  | 6,474  | 28%  |

インゲンマメ科は栽培種の数が多いこともあり、広い地域で栽培されている。2011年に米国とメキシコの生産量が激減していた。野菜と集計される生のインゲンマメは、2011年に20,394千トン生産されたが、これは完熟果である乾豆の23,250千トンに匹敵する量であるが、生（鞘も含まれ水分が大部分である。）と乾豆であり直接の比較はできない。作付面積は乾豆の2921万ヘクタールに対し、生用は約20分の1の154万ヘクタールであった。
|                | 1961  | 1980  | 2000  | 2010   | 2011   |      |
| -------------- | ----- | ----- | ----- | ------ | ------ | ---- |
| 合計           | 7,682 | 4,854 | 8,009 | 10,964 | 11,624 | 100% |
| インド         | 6,250 | 3,356 | 5,118 | 7,480  | 8,220  | 71%  |
| オーストラリア | 0     | 0     | 162   | 602    | 513    | 4%   |
| パキスタン     | 610   | 313   | 565   | 562    | 496    | 4%   |
| トルコ         | 90    | 275   | 548   | 531    | 487    | 4%   |
| ミャンマー     | 36    | 38    | 84    | 441    | 467    | 4%   |
| エチオピア     | 0     | 0     | 165   | 285    | 323    | 3%   |
| イラン         | 60    | 84    | 242   | 268    | 290    | 2%   |
| 米国           | 0     | 0     | 61    | 88     | 97     | 1%   |
| カナダ         | 0     | 0     | 388   | 128    | 91     | 1%   |
| メキシコ       | 135   | 153   | 234   | 132    | 72     | 1%   |
| 他43ヶ国       | 501   | 634   | 443   | 448    | 567    | 5%   |

インドが飛び抜けたヒヨコマメの大生産国であり、世界生産量の7割を占める。
|                | 1961  | 1980  | 2000   | 2010  | 2011  |      |
| -------------- | ----- | ----- | ------ | ----- | ----- | ---- |
| 合計           | 7,346 | 9,382 | 10,716 | 9,778 | 9,558 | 100% |
| カナダ         | 29    | 76    | 2,864  | 3,018 | 2,116 | 22%  |
| ロシア         | 0     | 0     | 815    | 1,218 | 2,021 | 21%  |
| 中国           | 2,970 | 2,300 | 1,020  | 911   | 1,190 | 12%  |
| インド         | 1,050 | 229   | 815    | 675   | 593   | 6%   |
| フランス       | 23    | 249   | 1,937  | 553   | 550   | 6%   |
| オーストラリア | 21    | 66    | 456    | 280   | 395   | 4%   |
| ウクライナ     | 0     | 0     | 499    | 452   | 364   | 4%   |
| エチオピア     | 0     | 0     | 118    | 236   | 257   | 3%   |
| 米国           | 161   | 194   | 158    | 645   | 255   | 3%   |
| スペイン       | 29    | 5     | 58     | 194   | 194   | 2%   |
| 他86ヶ国       | 3,063 | 6,263 | 1,976  | 1,597 | 1,623 | 17%  |

ウクライナの1961・1980年の生産は旧ソ連で集計されているためにゼロ値となっている。野菜と集計される未熟果で生で流通するサヤエンドウやグリーンピースは含まれない。グリーンピースの2011年の生産量は16,974千トンと乾豆の倍近いが、作付面積は乾豆の621万ヘクタールの約3分の1の224万ヘクタールであった。
|                | 1961 | 1980  | 2000  | 2010  | 2011  |      |
| -------------- | ---- | ----- | ----- | ----- | ----- | ---- |
| 合計           | 870  | 1,188 | 3,271 | 6,879 | 4,928 | 100% |
| ナイジェリア   | 431  | 510   | 2,150 | 3,368 | 1,861 | 38%  |
| ニジェール     | 50   | 266   | 269   | 1,774 | 1,517 | 31%  |
| ブルキナファソ | 74   | 107   | 128   | 626   | 441   | 9%   |
| ミャンマー     | 10   | 8     | 77    | 215   | 218   | 4%   |
| タンザニア     | 16   | 39    | 110   | 152   | 173   | 4%   |
| カメルーン     | 0    | 0     | 70    | 146   | 152   | 3%   |
| マリ           | 20   | 20    | 100   | 129   | 133   | 3%   |
| ウガンダ       | 45   | 16    | 64    | 85    | 87    | 2%   |
| ケニヤ         | 0    | 0     | 38    | 72    | 82    | 2%   |
| DRコンゴ       | 29   | 46    | 48    | 60    | 73    | 1%   |
| 他23ヶ国       | 195  | 175   | 218   | 251   | 193   | 4%   |

ササゲの生産国の数は少なく、暑さに強い事から主に熱帯地域で生産されている。他の豆類のひとりあたりの供給量減少している中で、レンズマメと共に供給量が増えている作物である。
|                | 1961 | 1980  | 2000  | 2010  | 2011  |      |
| -------------- | ---- | ----- | ----- | ----- | ----- | ---- |
| 合計           | 855  | 1,241 | 3,369 | 4,766 | 4,411 | 100% |
| カナダ         | 0    | 26    | 914   | 1,947 | 1,532 | 35%  |
| インド         | 359  | 320   | 1,079 | 1,032 | 944   | 21%  |
| トルコ         | 84   | 195   | 353   | 447   | 406   | 9%   |
| オーストラリア | 0    | 0     | 163   | 140   | 380   | 9%   |
| 米国           | 10   | 98    | 137   | 393   | 215   | 5%   |
| ネパール       | 31   | 49    | 137   | 152   | 207   | 5%   |
| 中国           | 0    | 0     | 116   | 125   | 150   | 3%   |
| シリア         | 34   | 83    | 73    | 77    | 112   | 3%   |
| イラン         | 29   | 41    | 78    | 100   | 99    | 2%   |
| エチオピア     | 0    | 0     | 59    | 124   | 81    | 2%   |
| 他41ヶ国       | 308  | 430   | 259   | 229   | 286   | 6%   |

レンズマメは他の豆と比較して食物繊維・タンパク質の含有量が多く、脂質は約1%で、菜食のインドではキマメと共にダルの材料である。他の豆類のひとりあたりの供給量減少している中で、ササゲと共に供給量が増えている作物である。2000年以降生産量が急増しており、特にカナダの生産拡大が大きい。
|            | 1961  | 1980  | 2000  | 2010  | 2011  |      |
| ---------- | ----- | ----- | ----- | ----- | ----- | ---- |
| 合計       | 2,228 | 1,966 | 3,259 | 3,852 | 4,406 | 100% |
| インド     | 2,066 | 1,757 | 2,694 | 2,460 | 2,860 | 65%  |
| ミャンマー | 32    | 21    | 182   | 773   | 837   | 19%  |
| タンザニア | 10    | 23    | 84    | 166   | 273   | 6%   |
| マラウイ   | 52    | 76    | 99    | 193   | 196   | 4%   |
| ウガンダ   | 17    | 26    | 78    | 93    | 95    | 2%   |
| ケニヤ     | 0     | 0     | 66    | 103   | 84    | 2%   |
| ドミニカ   | 21    | 17    | 13    | 25    | 25    | 1%   |
| ネパール   | 6     | 10    | 22    | 19    | 14    | 0%   |
| DRコンゴ   | 3     | 4     | 6     | 6     | 7     | 0%   |
| ハイチ     | 3     | 4     | 2     | 2     | 3     | 0%   |
| 他11ヶ国   | 19    | 29    | 12    | 12    | 12    | 0%   |

キマメは熱帯の限られた国でしか生産されていない。ヒヨコマメ同様、インドが飛び抜けた大生産国である。
|                | 1961  | 1980  | 2000  | 2010  | 2011  |      |
| -------------- | ----- | ----- | ----- | ----- | ----- | ---- |
| 合計           | 4,843 | 4,494 | 3,722 | 4,086 | 4,032 | 100% |
| 中国           | 3,400 | 2,700 | 1,788 | 1,400 | 1,550 | 38%  |
| エチオピア     | 0     | 0     | 389   | 611   | 698   | 17%  |
| オーストラリア | 0     | 9     | 253   | 250   | 350   | 9%   |
| フランス       | 55    | 65    | 70    | 483   | 345   | 9%   |
| エジプト       | 161   | 213   | 354   | 234   | 175   | 4%   |
| 英国           | 2     | 69    | 180   | 160   | 134   | 3%   |
| モロッコ       | 60    | 104   | 33    | 149   | 134   | 3%   |
| イタリア       | 388   | 214   | 72    | 104   | 84    | 2%   |
| チュニジア     | 7     | 51    | 27    | 48    | 73    | 2%   |
| ペルー         | 24    | 22    | 49    | 67    | 65    | 2%   |
| 他47ヶ国       | 747   | 1,047 | 508   | 580   | 427   | 11%  |

油糧作物である大豆およびラッカセイ
搾油用や飼料用他に大量生産される大豆およびラッカセイの生産量は「豆類」とは別格である。
大豆の生産（2021年）
大豆は約100カ国で生産され生産量は全「豆類」の総生産量の約4倍の3億7千万トン。主な生産国はブラジル・米国・アルゼンチンでこの3カ国で81%を占める。下表の上位14カ国で98%。総生産量は1961年から14倍に、2001年からでも2.1倍になっており、その多くは南米での生産拡大によるものである。
|    |              | 1961  | 1981  | 2001   | 2020   | 2021   | share | 2001年比 | 備考         |
| -- | ------------ | ----- | ----- | ------ | ------ | ------ | ----- | -------- | ------------ |
|    | 合計         | 26.88 | 88.53 | 177.02 | 355.37 | 371.69 |       | 2.1      | 60年で14倍に |
| 1  | ブラジル     | 0.27  | 15.01 | 37.91  | 121.80 | 134.93 | 36.3% | 3.6      |              |
| 2  | 米国         | 18.47 | 54.44 | 78.67  | 114.75 | 120.71 | 32.5% | 1.5      |              |
| 3  | アルゼンチン | 0.00  | 3.77  | 26.88  | 48.80  | 46.22  | 12.4% | 1.7      |              |
| 4  | 中国         | 6.21  | 9.33  | 15.41  | 19.60  | 16.40  | 4.4%  | 1.1      | [ 36 ]       |
| 5  | インド       | 0.01  | 0.35  | 5.96   | 11.23  | 12.61  | 3.4%  | 2.1      |              |
| 6  | パラグアイ   | 0.00  | 0.76  | 3.51   | 11.02  | 10.54  | 2.8%  | 3.0      |              |
| 7  | カナダ       | 0.18  | 0.61  | 1.64   | 6.36   | 6.27   | 1.7%  | 3.8      |              |
| 8  | ロシア       | 0.00  | 0.00  | 0.35   | 4.31   | 4.76   | 1.3%  | 13.6     | [ 37 ]       |
| 9  | ウクライナ   | 0.00  | 0.00  | 0.07   | 2.80   | 3.49   | 0.9%  | 47.3     | [ 38 ]       |
| 10 | ボリビア     | 0.00  | 0.06  | 1.15   | 2.83   | 3.32   | 0.9%  | 2.9      |              |
| 11 | 南アフリカ   | 0.00  | 0.03  | 0.23   | 1.25   | 1.90   | 0.5%  | 8.4      |              |
| 12 | ウルグアイ   | 0.00  | 0.05  | 0.03   | 1.99   | 1.71   | 0.5%  | 61.8     |              |
| 13 | ナイジェリア | 0.06  | 0.08  | 0.44   | 0.90   | 0.98   | 0.3%  | 2.2      |              |
| 14 | イタリア     | 0.00  | 0.00  | 0.90   | 1.01   | 0.92   | 0.2%  | 1.0      |              |
|    | 他86カ国     | 1.68  | 4.05  | 3.89   | 6.74   | 6.94   | 1.9%  | 1.8      |              |
| 22 | (日本)       | 0.39  | 0.21  | 0.29   | 0.22   | 0.25   | 0.07% | 0.8      | [ 39 ]       |

ラッカセイの生産（2011年）
ラッカセイも豆類のなかでは最大生産品種であるインゲンマメの生産量の約1.4倍の3861万トンである。主な生産国は中国（1611万トン）、インド（693万トン）、ナイジェリア（296万トン）、米国（165万トン）、ミャンマー（139万トン）で、これら5ヶ国で世界の総生産量の4分の3を占める。

### 日本の豆の自給率
大豆が最大の国内供給量の豆である。2009年の国内供給量は366万トンで国内生産量は23万トンで、自給率は6.3%であるが、大豆やわずかではあるが大豆油の他に192万トンの脱脂大豆を飼料用に輸入している。脱脂大豆の輸入も考慮すると自給率は4.1%まで下がる。
日本の大豆やラッカセイ以外の豆類の輸入量は約10万トンであり、日本の豆類の食料自給率は約4割である。主な輸入先はインゲンマメ類（約4万トン）がアメリカ（1万3千）中国（1万1千）カナダ（9千）ミャンマー（8千）から、アズキ（約3万トン）が中国（2万5千）他から、エンドウ（1万6千トン）がカナダ（9千）イギリス（4千）などから、ソラマメ（約8千トン）が中国（7千）他からとなっている。
アズキは2004年の国産9万1千トンに対し、アズキの輸入3万3千トン（中国から2万5千トン） のほか約5千トンのアズキに似た竹アズキの輸入があり自給率は68%である。
インゲンマメは国産2万7千トンに対し、輸入は4万1千トンで、国内自給率は31%である。
エンドウは輸入1万6千トンで自給率は4%、カナダから8.6千トン、イギリスから3.8千トン、中国から1.3千トンなどであった。
ソラマメは輸入7882トンで自給率は1%である。大半が中国から（6658トン）の輸入であった。
その他の豆は国内生産・輸入ともわずかである。

## 利用

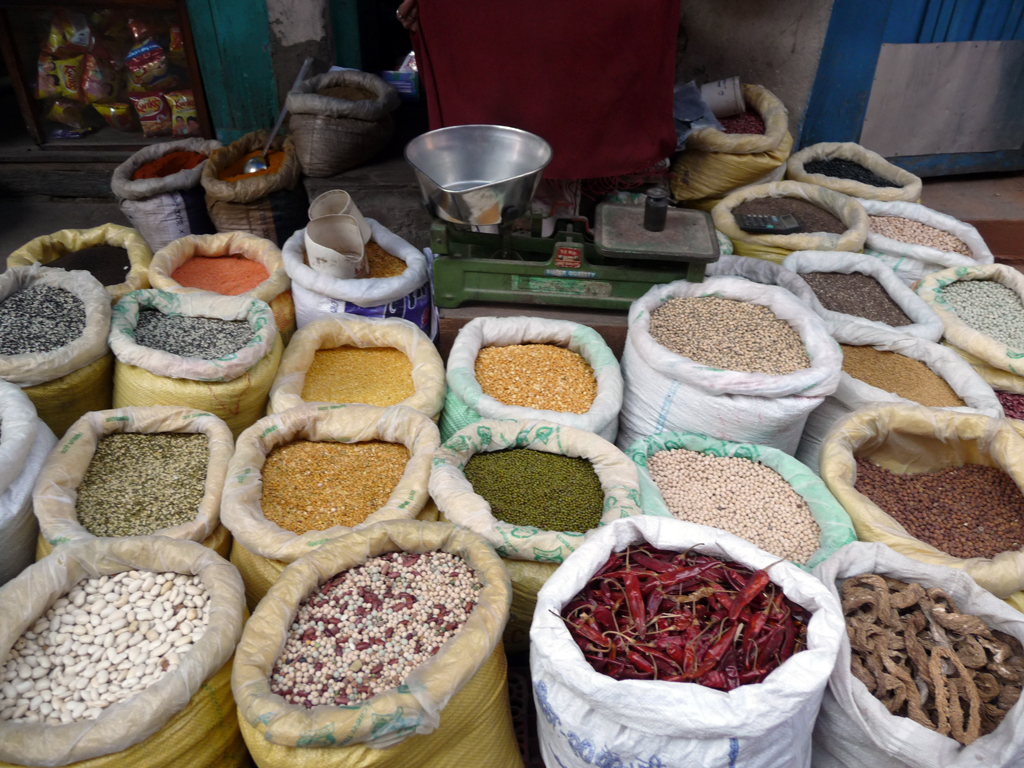
カトマンズで売られている様々な豆類。

食用となる豆に限らずマメ科種子一般に言えることではあるが、一般に有毒タンパク質を含む。このため食用種であっても生で食べることはできない。利用するにあたっては十分に加熱することで有毒タンパク質を失活させる毒抜き処理が求められる。より毒性が強い種やタンパク質以外の毒が含まれる種では水に長期間晒すという毒抜きも行われる。不適切な毒抜き処理・調理ではハウチワマメ中毒（en:Lupin poisoning）や、平成18年にテレビ番組で新ダイエット法として紹介されて起きた「白いんげん豆食中毒事件」のような食中毒を起こす場合もある
。
またソラマメではソラマメ中毒と呼ばれるものがあるが、これは調理の有無に依存せず、遺伝的体質（グルコース-6-リン酸脱水素酵素欠損症）によるものと考えられている。
豆類は、トウモロコシや米・麦やイモ類のような主食の位置には置かれていなが、主食で不足する栄養素をよく補給する為重要な食材であり、豆料理も多岐に渡る。利用（調理）し難い食材ではあるが、発芽・発酵させるなどの加工も行なわれている。
経済的な理由から動物性蛋白質を得ることが難しい人々や、菜食主義など信条的に動物性蛋白の摂取を避けている人々にとっては、非常に重要な蛋白源である。インドのようにヒンズー教の教義から菜食の国では高栄養価の豆は貴重である。豆由来の蛋白質は低コレステロールで必須アミノ酸をバランス良く含んでいるため、健康上の理由などで高蛋白・低コレステロール食を求める向きには健康食品の範疇で豆を原料としたものも多く出回っている。この中にはヴェジーバーガー・トーファーキーや台湾素食のように、食べ応えにも配慮された加工食品もみられる。
なおタンパク質の供給源は、食肉・乳製品・卵などの動物性食料が思い浮かばれるが、2009年の世界平均では、1人1日あたり79.3グラムのタンパク質の供給があり、61%は植物性食料からであった。もちろん国毎に様々で、中国は93.8グラムの61%が植物性食料から、インドは56.6グラムの80%、米国は112.9グラムの36%、日本は89.6グラムの44%が植物性食料からの供給であった。これらの数値は供給ベースであり、動物性食料は生鮮食品であり、その保存性の悪さから流通加工段階において食用豆より損失や廃棄率が高く、消費（摂取）ベースでは、タンパク質の供給源としての植物性食料の比率はより高いものとなる。
参考までに「日本人の食事摂取基準（2010年版）」では、タンパク質の摂取推奨量を成人男子で60グラム、成人女子で50グラムとしており、インドは他国と比べタンパク質の供給量が少ないが、ほぼこの推奨量レベルであり、日本を含め他の国では推奨量以上が供給されている。なお供給量と摂取（消費）量は等量ではないことに注意、供給量の数パーセントは廃棄される。日本の1961年のタンパク質供給量は74グラムで67%が植物性食料からであったが70年代に約半々となり、現在に至っている。同様な食の変革が中国で進行中であり、食肉の消費が拡大している。この食肉への需要は間接的には飼料作物の需要となり、穀類や豆類への需要が拡大している。

### 1人あたりの消費量
正確には食料供給量であるが、食用豆（大豆、ラッカセイを含まず）は165ヶ国で食用にされており、1人1日あたりの豆供給量世界平均は1961年には26gであったが、1960年代・70年代と徐々に減少し1974年に18gになって以降は横ばいである。日本の場合は1960年代は10g前後であったが、70年代に減り始め（食文化の変化）、1977年に5gとなってからは4-6gで推移している。日本の5g/人/日は世界で131番目である。豆の消費の多い国では1人1日数十グラムであり、日本の10倍近い消費がある。
2011年実績で豆消費の多い国は、ニジェールの96g/人/日（以下同）・ルワンダ82g、UAE66g、カメルーン56g、ニカラグア55g、ハイチ54g、タンザニア53g、エチオピア51g、キューバ51gなど、30g/人/日以上の国にアフリカや中米、アジアの発展途上国が入っている。例外的にフェジョアーダで知られるブラジル46g、トルコ37g、カナダ31gが上位に入っている。フリホルが常食であるメキシコは2010年までは30g以上であったが、2011年は25gへ低下している。
日本の5.0g/人/日のように食用豆の消費の少ない国には、英国6.6g（2010年は8.13g）、フランス5.5g、ロシア5.0g、韓国3.8g（昔から少ない）、中国3.6g（1961年は30g）、ドイツ2.8gなどがある。
意外に日本より多い国に、前述のカナダ31gのほか、スペイン24g、イタリア13g、オーストラリア11g、米国8.8g（2010年は11.1g）などがあった。
大豆を搾油以外で食用（加工用も含め）にしている国は59ヶ国で、世界平均が4g/人/日で、多い国は台湾46g、韓国22g、日本20g、キューバ15g、ザンビア15g、ベトナム12g、ブラジル・中国・カンボジアが10gであった。キューバ・ザンビア・ベトナムは2001年には1g前後であったが、近年消費が急増している。
ラッカセイは145ヶ国で食用にされており、世界平均が4g/人/日（2009年）で、多い国はチャド39g/人/日、ブルキナファソ34g/人/日、ガボン21g/人/日で、他のアフリカの国で10g/人/日前後のほか、米国9g/人/日、中国・インドネシア・ミャンマー・カナダ他が7g/人/日であった。日本は2g/人/日であった。
日本や中国、韓国の特色は大豆の大量食用消費国であるが他の豆類（アズキを含む）の消費は少ないという点である。
主な生産国の節で日本の豆類の自給率が約4割と記述したが、これは消費の少ない「豆類」についてであり、大豆に関しては、総需要（内訳油糧用71%・食用24%）に対する自給率は5-6%でしかなく、食用の用途別の大豆自給率で見ても豆腐25%、納豆19%、味噌・醤油は9%でしかない。煮豆や惣菜に関しては国産使用率が高く84%、6粒に5粒は国産大豆である。

### 栄養価
豆は炭水化物、食物繊維、タンパク質を豊富に含み、主に炭水化物である主食（穀物）を良く補完する食材である。食肉の消費が少ない地域では貴重なタンパク源である。また食物繊維の含有率が高く整腸作用や生活習慣病の予防に寄与する。多くの豆は脂質の含有量は多くはないが、ラッカセイと大豆は含油率が高く、主に搾油用に生産されている。
ハーバード大学医学部が約59万人に実施した疫学調査によると、果物、野菜、豆類の多い健康的な食生活の人は、果物、野菜などが不足した不健康な食生活の人と比較して、COVIDに感染するリスクが9%、重症となる率が41％低いという結果が出た。また、不健康な食生活か貧困も発症に寄与しているとし、どちらか一つでも改善できれば、COVID-19の発症のほぼ3分の1が予防できたかもしれないと、ハーバード大学に所属するマサチューセッツ総合病院のゲノム医学ユニットセンターは報告している。
2R,5R-ビス(ジヒドロキシメチル)-3R,4R-ジヒドロキシピロリジンを含むマメ科植物には、血糖値の上昇を抑制する効果のあるα-グルコシダーゼ阻害作用を有するものがあり、アズキ、インゲンマメ、コクリョクトウ、リョクトウ、黒大豆の順でその活性が高かった。エンドウ及びダイズではほとんどその活性を示さなかった とする研究がある。
| 作物                   | 炭水化物 | 炭水化物 | タンパク質 | 脂質  |
| 作物                   | 合計     | 食物繊維 | タンパク質 | 脂質  |
| ---------------------- | -------- | -------- | ---------- | ----- |
| インゲンマメ           | 61.29    | 15.20    | 22.53      | 1.06  |
| ヒヨコマメ             | 60.65    | 17.40    | 19.30      | 6.04  |
| エンドウ               | 60.37    | 25.50    | 24.55      | 1.16  |
| ササゲ                 | 60.03    | 10.60    | 23.52      | 10.60 |
| レンズマメ             | 60.08    | 30.50    | 25.80      | 1.06  |
| キマメ                 | 62.78    | 15.00    | 21.70      | 1.49  |
| ソラマメ               | 58.29    | 25.00    | 26.12      | 1.53  |
| ルピナス               | 40.37    | 18.90    | 36.17      | 9.74  |
| 油糧作物               |          |          |            |       |
| 大豆                   | 30.16    | 9.30     | 36.49      | 19.94 |
| ラッカセイ             | 16.13    | 8.50     | 25.80      | 49.24 |
| 穀物                   |          |          |            |       |
| 精白米                 | 79.95    | 1.30     | 7.13       | 0.66  |
| 小麦粉                 | 76.31    | 2.70     | 10.33      | 0.98  |
| トーモロコシ           | 74.26    | 7.30     | 9.42       | 4.74  |
| イモ類                 |          |          |            |       |
| ジャガイモ（生、皮付） | 18.07    | 1.30     | 2.14       | 0.08  |

ジャガイモは生で水分が約8割であり他の数値と直接は比較できないが、4倍した値が他の穀物と近い値になる。

## 料理と加工食品

### 豆の調理法
食用の豆であっても一般に有毒タンパク質を含み、生食では中毒する。加熱して有毒タンパク質を変性・失活させることは豆を食べるうえで必須である。

#### 煮る
最も一般的な調理方法であり、軟らかくなるまで水で茹でることで毒抜きを行った豆に味付けをして調理する。毒性が比較的強い豆を含むすべての豆に有効な方法であり、世界の伝統的な豆料理は毒抜きを兼ねた煮込み料理が多い。
他の野菜と違い、豆類はデンプン粒と子葉の細胞壁を水を吸わせて柔らかくする必要がある。エンドウマメなどの生豆は水分を含んでおり火の通りが早いが、白インゲンのような乾燥豆は水を通しにくく調理に1-2時間はかかる。また、一般の野菜は大量の沸騰したお湯でゆでる方が栄養素や色素の分解が抑えられるが、豆類の調理の場合は長時間煮込む必要があるために、湯量が多いほど色素や風味や栄養の損失が多くなる。沸騰するほどの火力で煮込むと時間は短縮できるが、種皮が破れて煮崩れてしまう。豆を煮る場合はなるべく湯の量は最小限にし、沸騰させない程度の温度で煮込むのが望ましい。
豆を煮る時に、硬水で煮ると含まれるカルシウムやマグネシウムが作用して細胞壁は硬くなる。煮汁に調味料を加えて煮こむ時、汁が酸性だと細胞壁内のペクチンを安定させ柔らかくなりにくくなり、アルカリ性だと逆に柔らかくなりやすくなる。糖分を加えると細胞壁の構造を強化し、デンプンの膨張を防ぐ。これらの要素を組み合わせると長時間煮ても煮崩れない煮豆料理ができる。逆に時間を短縮する方法として、事前に水に長時間浸け豆に充分水分を吸わせておくと、水を吸わせていない場合に比べて加熱時間を25%以上短縮できる。中ぐらいの豆の場合、2時間浸けると最大吸水容量の50%まで染みこみ、10～12時間浸けると100%に達する。沸騰したお湯で2～3分ゆでた後に冷水に浸けると2～3時間で100%の吸水状態になる。浸ける時に塩水や重曹水などのアルカリ水を使うと最大75%近い時間短縮ができるが、分量によっては風味や食感が変わってしまう。他には圧力鍋を使う方法もある。豆の保存状態によってはどう工夫しても柔らかくならない、なりにくい場合もある。

#### 炒る
比較的毒性の少ない豆は炒ることで食べることもできる。ラッカセイは油分が多いので乾煎りするが、大豆やヒヨコマメは水に浸けてから炒る。アンデス高地で栽培されているヌーニャ（英:nuna）という豆は、炒るとポップコーンのようにはじける。

### 豆を使った料理
インゲンマメ
消費量が最大の食用豆であり、最も多くの国で消費されている。
フリホレス - ラテンアメリカの料理。
フェジョアーダ（ライマメ、ササゲも） - ブラジルなどポルトガル語圏の料理。
チリコンカーン - テクス・メクス料理。
ファバーダ - スペイン料理の1つ。
カスレ - フランス料理の1つ。
ベイクドビーンズ - イギリス料理・アメリカ料理、甘めの味付けであるが、日本の煮豆の豆1カップと砂糖0.83カップほど甘くはなく、豆1カップと砂糖1/8カップ、塩茶さじ1杯の甘辛い味付けである。
アトーレ（（西）Atole） - メキシコから中米にかけてのトウモロコシや豆から作られた汁粉のような甘い飲み物。

ヒヨコマメ
2番目に消費量の多い豆であるが、消費地域は南から西アジアにかけて多い。
ファラフェル（ソラマメも） - 西アジアの料理。
フムス - 西アジアから東地中海沿岸の料理。
パコラ - インド料理の1つ。

大豆
大豆は世界レベルでは油糧作物であるが、東アジアにおいては重要な食用豆でもある。未熟果（枝豆）や完熟果が食用にされ、味噌、醤油、豆腐、納豆など様々な食品へ加工もされる。詳細はダイズ#さまざまな大豆加工食品および豆腐#豆腐料理を参照。

エンドウ
en:Pea_soup ひき割りエンドウの濃厚スープは南欧から北欧にかけて各地で豆スープの定番のひとつとなっている。
エルテンスープ - オランダ料理
fr:Soupe aux pois - フランス料理
マッシーピー - イギリス料理
インド料理のダル

ラッカセイ
ジーマーミ豆腐 - 沖縄料理の1つ。
ピーナツバター

ササゲ
ナイジェリアやニジェールなどアフリカ大陸における生産と消費が拡大している。1961年から2021年にかけて総生産量が10倍、1人あたりの供給量が4倍になった。
Lobia Ka Salan ササゲカレー - インド料理。
black-eyed pea 煮豆料理。
アズキ 餡、汁粉など
リョクトウ 春雨、モヤシ（大豆も）

レンズマメ
豆の平たい形から水に浸して戻す必要も下茹での必要もなく、ゆで時間も20-30分と短い。ひとりあたりの生産量が増大している豆で、1961年から2021年にかけて1人あたりの供給量が倍になった。
コシャリ - エジプト料理の1つ。
ダール（キマメも） - インド料理の1つ。
パーパド（ヒヨコマメも） - インドの平パンの1つ。

キマメ
サンバール - インド料理の1つ。
ラッサム - インド料理の1つ。

ソラマメ
種皮が厚く硬いので、アルカリ水でゆでて種皮を取り除いて食べることが多い。
豆板醤 - 四川料理の1つ。
ファラフェル - 西アジア料理の1つ。
フール - エジプト・スーダン料理。
en:Judd mat Gaardebounen - ルクセンブルク料理。
es:Michironesミチロネス - スペイン料理

その他
甘納豆
ダルバート - 豆スープのついたネパールの定食。
チョレント

## 表現
マメ科以外の丸い小粒の種子を豆とよぶこともある（例：コーヒー豆（アカネ科）、カカオ豆（アオギリ科））。
接頭語的な用法としては、主に規模が小さく小型であるさま（豆電球、豆台風、豆機関車、豆戦車など）や、子供であること（豆剣士や豆記者など）の意を表す。昆虫などの和名（マメクワガタなど）にもしばしば用いられる。
また、気が小さいことや、繊細などの性格を現すこともある。ただし「まめ」と書くと勤勉であるとか根気強いなどの意味があり、「豆」という語で表されるものとはやや異なる。
ラッカセイを寒梅粉の生地で包み焼いた豆菓子は、中年の男性からは「豆」と呼ばれることが多い。
肉刺も「マメ」と読むが、大きさや形状的に豆に似ている。また豆は比較的ありふれた食材であることから、一般的なサイズ比較や形状の形容詞にもつかわれる。例えば軟膏の使用適量を表す際に「アズキ大」と表現したり、腎臓の形状を指してソラマメ型などという。英語には直訳すると「腎臓豆」となる「Kidney Bean」と呼ばれる豆がある。光学部品の「レンズ」の名称は「レンズマメ」に形が似ていることに由来している。

### 漢字の起源
「豆」という漢字は、古代中国で使われていた高杯（たかつき）という脚がついた食器・礼器を指す単語を表記するために作られた文字で、文字の形もたかつきを描いた象形文字である。この文字を「まめ」を意味する単語に当てるのは仮借による。
なお、中国語にはそれとは別にもう一つ豆を意味する別の単語があり、「菽」という文字で表記される。この文字は音を表す「叔」と意味を示す「艸」からなる形声文字である。

### 単語
- 豆知識
- 豆炭
- 豆単 - 赤尾好夫の「英語基本単語集」（ISBNコード：9784010312223）の俗称。
- 豆タンク - 豆戦車の別名であるが、小柄だが力持ちの人に対しても使われる。

### 慣用句
- 「煎り豆に花が咲く」 - あり得ないことが起きること、衰えていたものが復活する事のたとえ。
- 「豆を植えて稗を得る」 - 期待した結果が得られないこと。
- 「豆を煮るにまめがらを焚く」 - 魏の曹植（そうしょく）が兄の文帝曹丕（そうひ）から難題をおしつけられた故事から、兄弟や仲間どうしで傷つけあう様。
- 「鳩を憎み豆を作らぬ」 - 些細なことにこだわり、大事なことをしないこと。
- 「鳩が豆鉄砲を食らったよう」 - 突然の出来事に驚き、あっけに取られる様。
- 「戸板に豆」 - 思い通りにならないたとえ。
- 「寸馬豆人（すんば・とうじん）」 - 山水画で遠景の小さな人馬のこと。
- 「女の中の豆炒り」 - 紅一点またはその逆。
- 「陰裏の豆もはじけ時」・「日陰の豆も時が来れば爆ぜる」 - どんな娘も年頃になると色気づく。
- 「陰裏豆」 - 街頭で客引きをする女。街娼。